# Jüdischer Friedhof auf dem Parkfriedhof (Dinslaken)

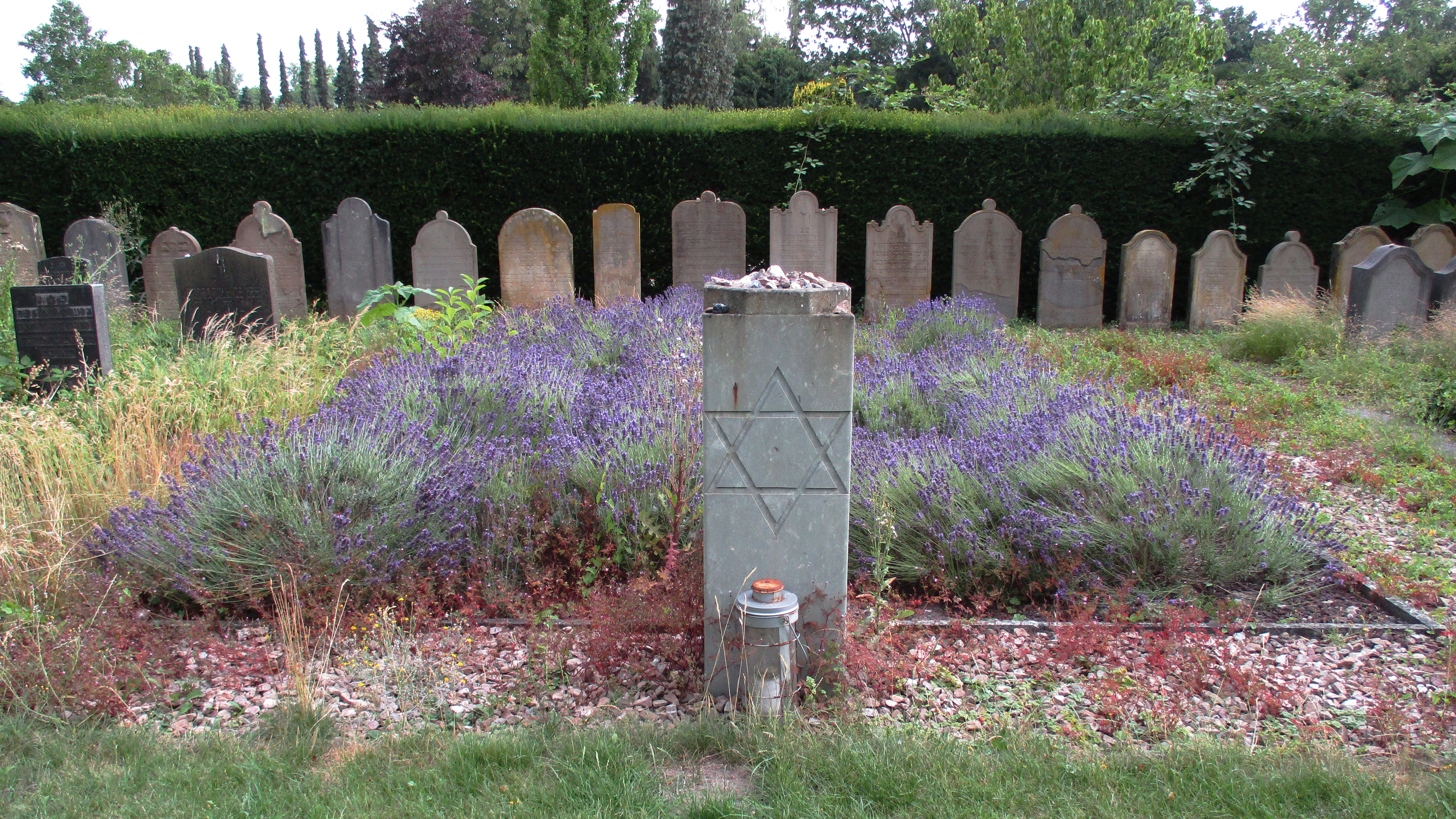
Jüdischer Friedhof auf dem Parkfriedhof

Der Jüdische Friedhof auf dem Parkfriedhof ist ein jüdischer Friedhof in der Stadt Dinslaken (Nordrhein-Westfalen). Er liegt auf dem heutigen Kommunalfriedhof, dem Parkfriedhof an der Bundesstraße 8.

## Geschichte
Um 1906/07 entstand der neue und bis 1957 belegte jüdische Begräbnisplatz als Nachfolger des bereits im 18. Jahrhundert angelegten älteren jüdischen Friedhofs auf dem Doelen. Der inmitten des Kommunalfriedhofs liegende Friedhof ist öffentlich zugänglich, eine Hinweistafel an seinem Eingang informiert über die Geschichte der Dinslakener jüdischen Gemeinde und der Judenfriedhöfe.
Auf dem Gräberfeld befinden sich etwa 135 Grabsteine, weitere 60 hier in Reihe aufgestellte Grabsteine sind älter und stammen vom ehemaligen jüdischen Friedhof auf dem Doelen.